# 오지카코겐역
오지카코겐역(일본어: 男鹿高原駅)은 일본 도치기현 닛코시에 있는 야간 철도 아이즈키누가와 선의 역이다. 해발 759.7m에 위치한다. 아이즈 기누가와 선 내에서 쾌속 "AIZU 마운트 익스프레스"가 통과하는 역이지만, 특급 "리버티 아이즈"는 절반 정도 정차한다.

## 역 구조
단선 승강장 1면 1선의 지상역에서 승강장은 수로 내에 있다.

## 역 주변
주변에는 한 채의 음식점 이외, 인가 등은 일절 없다. 역 앞에는 "오가 국유림"의 간판과 가는 도로가 있을 뿐이다. 이 때문에, 흔히 말하는 "비경 역"의 하나로 꼽힌다.
- 국도 제121호선

## 역사
- 1986년 10월 9일: 영업 개시.

## 인접역
| 야간 철도 ■ 아이즈키누가와 선              | 야간 철도 ■ 아이즈키누가와 선 | 야간 철도 ■ 아이즈키누가와 선              |
| ------------------------------------------ | ----------------------------- | ------------------------------------------ |
| 가미미요리시오바라온센구치 신후지와라 방면 | ■ 보통                        | 아이즈코겐오제구치 아이즈코겐오제구치 방면 |